# 林至涵
林至涵（りん しかん、リン・チンハン、1980年11月14日 -）は台湾の囲碁棋士。台湾棋院所属、台北市出身、林聖賢門下、九段。天元戦優勝3回など。台湾の棋士としては周俊勲に次ぐ二人目の九段。

## 経歴
1992年に世界青少年囲碁選手権大会少年組優勝。1997年世界アマチュア囲碁選手権戦4位。2001年入段。同年、台湾棋院杯優勝。以後数々の台湾棋院棋戦に優勝。2002年CSK杯囲碁アジア対抗戦に中華台北チームとして出場。2004年、中環杯世界囲碁選手権戦に出場、1回戦で宋泰坤に勝ち、2回戦で山下敬吾に敗れる。2007年八段、中環杯世界囲碁選手権戦1回戦で崔哲瀚に勝ち、2回戦で朴正祥に敗れる。2008年には中国乙級リーグに台湾棋院チーム主将として出場。同年CMC杯、天元戦、国手戦、碁聖戦の4冠を達成。2009年に八段昇段後120勝の規定により、台湾の棋士としては二人目、台湾棋院としては初めての九段昇段を果たす。

### タイトル歴
- 台湾棋院杯 2002、03年
- 新人王戦 2002、03年
- 棋霊王杯プロ囲棋戦 2003、04年
- 天元戦 2003、08-09年
- 魔戒杯プロ囲棋戦 2003、04(2期)年
- 亞藝杯戦 2004年
- 東鋼杯プロ囲棋戦 2004年
- CMC杯電視快棋戦 2005、06、08年
- 力兆杯プロ囲棋戦 2007年
- 国手戦 2008-11年
- 碁聖戦 2008、11年
- 海峰杯プロ囲棋戦 2009年、2011年
- 愛心杯プロ囲棋戦 2010年

### 他の棋歴
国際棋戦
- 中環杯世界囲碁選手権戦 ベスト8 2004、07年
- 日台精鋭プロ選手権 準優勝 2011年
- CSK杯囲碁アジア対抗戦
  - 2002年 0-2（×王磊、×李昌鎬）
- スポーツアコードワールドマインドゲームズ 2012年 男子個人戦3位、男女ペア戦4位（黒嘉嘉とペア）
- 珠鋼杯世界囲碁団体選手権 2013年 2-3（中華台北チーム、7位）

国内棋戦
- 棋霊王杯プロ囲棋戦 準優勝 2002年
- 台湾棋院杯 準優勝 2003、04年
- 亞藝杯戦 準優勝 2003年
- 天元戦 準優勝 2004年
- 魔戒杯プロ囲棋戦 準優勝 2004(3期)年
- 王座戦 挑戦者 2006年(1期)、11年
- 東鋼杯プロ囲棋戦 準優勝 2007、08年
- 中環杯囲棋オープン戦 準優勝 2008年
- 棋王戦 挑戦者 2010年

その他
- 中国囲棋リーグ戦
  - 2008年乙級（台湾棋院）3-3
  - 2008年丙級（台湾棋院）4-3
  - 2008年丙級（台湾棋院）5-2
  - 2009年丙級（台湾棋院）4-3
  - 2010年丙級（台湾棋院）5-2